# تياغو لياو
تياغو لياو هو لاعب كرة قدم برتغالي في مركز الهجوم، ولد في 24 أغسطس 1995.

## وصلات خارجية
- تياغو لياو على موقع قاعدة بيانات كرة القدم.إي يو (الإنجليزية)
- تياغو لياو على موقع Soccerway.com (الإنجليزية)